# اعتماد الكربون في المطار

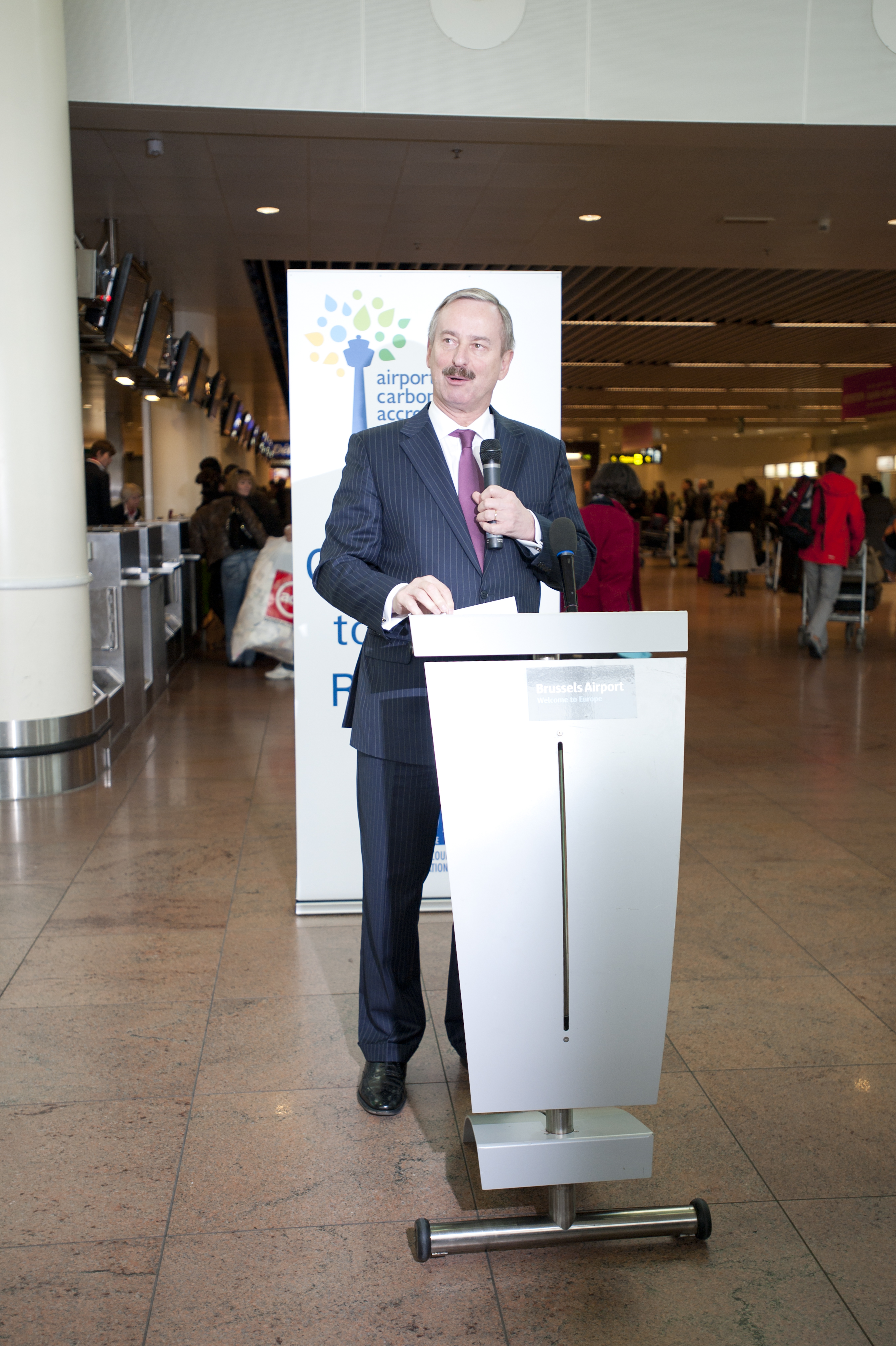
2010 في مطار بروكسل، اعتماد الكربون بالمطار

اعتماد الكربون في المطارات هو برنامج عالمي لإدارة الكربون للمطارات يقوم بشكل مستقل بالتقييم والاعتراف بجهود المطارات لإدارة وتقليل انبعاثات ثاني أكسيد الكربون. لا يتم تضمين انبعاثات الطائرات، والتي تكون أكبر بعدة مرات من انبعاثات المطار، في البرنامج. تمثل صناعة المطارات 5% من إجمالي انبعاثات الكربون في قطاع النقل الجوي.
تم إطلاق البرنامج من قبل الهيئة التجارية للمطارات الأوروبية مجلس المطارات الدولي بأوروبا في مؤتمرها السنوي في يونيو 2009. تدار بشكل مستقل من قبل دبل يو إس بي، وهي شركة استشارية دولية. يوفر البرنامج للمطارات إطارًا مشتركًا لإدارة الكربون النشط مع أهداف قابلة للقياس. يتم التحقق من بصمات الكربون الفردية في المطارات بشكل مستقل وفقًا لمعيار آي إس أوه 14064 (محاسبة غازات الاحتباس الحراري) على أساس الأدلة الداعمة. يتم أيضًا التحقق من المطالبات المتعلقة بعمليات إدارة الكربون في المطارات بشكل مستقل من قبل مجموعة مكونة من 117 مدققًا مستقلاً في 36 دولة.

## 4 مستويات للبرنامج
- يتطلب مستوى «رسم الخرائط» لاعتماد الكربون في المطارات (المستوى 1) قياس البصمة الكربونية.
- يتطلب مستوى «التخفيض» من اعتماد الكربون في المطارات (المستوى 2) إدارة الكربون والتقدم نحو تقليل البصمة الكربونية.
- يتطلب مستوى «التحسين» لاعتماد الكربون في المطارات (المستوى 3) مشاركة طرف ثالث في الحد من انبعاثات الكربون. تشمل الأطراف الثالثة شركات الطيران ومقدمي الخدمات المختلفين، على سبيل المثال، المناولة الأرضية المستقلة وشركات التموين ومراقبة الحركة الجوية وغيرهم ممن يعملون في موقع المطار. كما يتضمن المشاركة في أنماط الوصول السطحي (الطرق والسكك الحديدية) مع السلطات والمستخدمين.
- يتطلب مستوى «الحياد» لاعتماد الكربون في المطارات (المستوى 3+) تحييد انبعاثات الكربون المباشرة المتبقية عن طريق التعويض. كان مطار ستوكهولم-أرلاندا في السويد أول مطار حقق حيادية الكربون على الإطلاق.[5]

## المصادقات الرسمية
هذه المبادرة هي نتيجة مباشرة للقرار بشأن تغير المناخ الذي تم تبنيه في يونيو 2008 من قبل الجمعية السنوية لمجلس المطارات الدولي بأوروبا، وصادق عليها كل من مؤتمر الطيران المدني الأوروبي ويوروكنترول. يشرف على إدارة اعتماد الكربون في المطارات مجلس استشاري مستقل يضم في عضويته ممثلين عن اتفاقية الأمم المتحدة الإطارية بشأن تغير المناخ، وبرنامج الأمم المتحدة للبيئة، ومؤتمر الطيران المدني الأوروبي، والاتحاد الأوروبي. المفوضية الأوروبية، المنظمة الأوروبية لسلامة الملاحة الجوية، إدارة الطيران الفيدرالية وجامعة مانشستر متروبوليتان. في 30 نوفمبر 2011، أُعلن أن منظمة الطيران المدني الدولي كانت تدعم البرنامج رسميًا، وتشغل مقعدًا في المجلس الاستشاري المستقل.
بالإضافة إلى مشاركة المفوضية الأوروبية في المجلس الاستشاري، دعم نائب رئيس المفوضية الأوروبية آنذاك والمسؤول عن النقل، سيم كالاس بقوة المخطط، وشارك في تقديم شهادات الاعتماد في العديد من المطارات الأوروبية، بما في ذلك شارل ديغول وأورلي وبروكسل وبودابست المطارات. وذكر أيضًا أنه يعتقد أن المبادرة تلعب دورًا حاسمًا في المساعدة في نقل الطيران الأوروبي إلى مكان أكثر استدامة.

## اعتماد معايير الكربون الكربوني للمطارات أصبح عالميًا
تم توسيع البرنامج خارج أوروبا في 30 نوفمبر 2011، بعد أن تم تمديده رسميًا إلى منطقة آسيا والمحيط الهادئ في مؤتمر تبادل المطارات مجلس المطارات الدولي بأوروبا في أبو ظبي، الذي نظمه مجلس المطارات الدولي بأوروباآسيا والمحيط الهادئ. أول مطار حصل على الاعتماد داخل هذه المنطقة هو مطار أبوظبي الدولي الذي حقق مستوى «رسم الخرائط». ومنذ ذلك الحين، انضم 38 مطارًا من المنطقة إلى مجتمع المطارات المعتمدة. تم تمديد البرنامج بشكل أكبر مع المنطقة الأفريقية من مجلس المطارات الدولي بأوروبا التي انضمت إلى المجتمع في يونيو 2013. اقترن إطلاق اعتماد الكربون للمطارات في أفريقيا بالتصديق الرسمي لأول مطار أفريقي للبرنامج، وهو مطار النفيضة الحمامات الدولي في تونس، والذي تم اعتماده على مستوى «رسم الخرائط». في يونيو 2014، في المؤتمر السنوي لـ مجلس المطارات الدولي بأوروبا في فرانكفورت، احتفل برنامج اعتماد الكربون في المطار بمعلمين مهمين في قصته: الذكرى السنوية الخامسة مع تجاوز عتبة 100 مطار مشارك في البرنامج.
بعد ذلك بوقت قصير، في خريف 2014، أصبح البرنامج عالميًا، مع إطلاقه رسميًا في أمريكا الشمالية، تلاه تقديمه في منطقة أمريكا اللاتينية ومنطقة البحر الكاريبي. بعد أن حقق بالفعل نتائج مهمة في 5 قارات، كان إطلاق اعتماد الكربون في المطارات في هذه المنطقة، بالشراكة مع مجلس المطارات الدولي بأوروبا وأمريكا اللاتينية ومنطقة البحر الكاريبي، بمثابة اللحظة الحاسمة عندما أصبح البرنامج المعيار العالمي لإدارة الكربون في المطارات.
في عام 2015، تم إطلاق موقع ويب تفاعلي جديد-www.airportco2.org في نهاية العام السادس من اعتماد الكربون في المطارات-عام التوسع العالمي للبرنامج. تم إنشاء هذا الموقع المصغر للترويج للبرنامج بلغة أكثر سهولة ولإبلاغ النتائج السنوية التي حققتها المطارات المشاركة. يواصل تقديم الشخصيات الرئيسية من البرنامج، على مستوى العالم وفي كل منطقة، بطريقة أكثر مرئية وجذابة.

## اعتماد الكربون في المطارات في منتدى باريس للابتكار المستدام (مؤتمر الأمم المتحدة للتغير المناخي 2015)
كان مؤتمر الأمم المتحدة للتغير المناخي 2015 في باريس في ديسمبر 2015 علامة بارزة لبرنامج اعتماد الكربون في المطارات. بمناسبة عرضها في المؤتمر، التزمت صناعة المطارات الأوروبية بزيادة عدد المطارات الخالية من الكربون إلى 50 مطارًا بحلول عام 2030. بعد الإعلان عن هذا الالتزام، وقع مجلس المطارات الدولي بأوروبا ومعيار الكربون لاعتماد الكربون في المطارات شراكة مع اتفاقية الأمم المتحدة الإطارية بشأن تغير المناخ، في حدث جانبي خاص. ألزمت اتفاقية الشراكة مجلس المطارات الدولي بدعم حملة اتفاقية الأمم المتحدة الإطارية بشأن تغير المناخ محايدة مناخيًا الآن، بينما ستدعم اتفاقية الأمم المتحدة الإطارية بشأن تغير المناخ العمل المناخي في المطارات، مع التركيز بشكل خاص على إدارة الكربون من قبل المطارات من خلال اعتماد الكربون في المطارات.

## تلتزم المطارات الأوروبية بإنشاء 100 مطار محايد للكربون بحلول عام 2030
في يونيو 2017، في المؤتمر السنوي السابع والعشرين لمجلس المطارات الدولي بأوروبا، قدمت المطارات الأوروبية تعهدًا جديدًا، حيث ضاعفت التعهد الذي تم التعهد به خلال مؤتمر الأمم المتحدة للتغير المناخي 2015. لقد التزموا بإنشاء 100 مطار محايد للكربون بحلول عام 2030. وقعت أكثر من 20 شركة لتشغيل المطارات على الالتزام الجديد، من بينها: مجموعة مطارات باريس، أينا، مطار بولونيا، مطار بريست بريتاني، مطارات على الريفيرا الفرنسية، مطار بريستول، مطار بروكسل الدولي، فينافيا، مطار لندن هيثرو، مطار لندن سيتي، مطار جنيف الدولي، مطار ميونخ الدولي، مطار نابولي الدولي، مطار كويمبر بريتاني، مجموعة شيفول ومطار زيورخ الدولي.

## الجوائز والتقدير
لقد جمع برنامج اعتماد الكربون في المطارات عددًا من جوائز العمل المناخي البارزة. في عام 2013، وصل البرنامج إلى المراكز الثلاثة الأولى في مسابقة العالم الذي تحبه، وهي مسابقة يمكن للشركات والمنظمات غير الحكومية والسلطات المحلية المشاركة فيها من خلال عرض حلولها الصديقة للمناخ، والتي تديرها المديرية العامة للعمل المناخي التابعة للمفوضية الأوروبية. تم اختيار برنامج اعتماد الكربون في المطارات من بين 269 مشروعًا منخفض الكربون في أوروبا-ومشروع النقل الوحيد في المراكز الثلاثة الأولى. تم الاعتراف به كحل مناخي فعال ومبتكر يحدث فرقًا حقيقيًا في مساعدة المطارات على معالجة انبعاثات ثاني أكسيد الكربون. في مايو 2014، تلقت جهود صناعة المطارات لمعالجة انبعاثات الكربون الخاصة بها جائزة الإشادة العالية في جوائز منتدى النقل الدولي السنوي الصادرة عن منظمة التعاون الاقتصادي والتنمية. تم اختيار المبادرة الطوعية لتغير المناخ اعتماد الكربون في المطارات كواحد من اثنين من الفائزين بجائزة منتدى النقل الدولي لإنجاز النقل.
بعد شهر واحد فقط، في يونيو 2015، تم منح الرسوم المتحركة «الحياة تدور حول الحركة»، والتي تم إنشاؤها لتسليط الضوء على جوهر البرنامج، جائزة الطوطم الذهبي في فئة «الأعمال والعروض البيئية» في حفل جوائز دوفيل جرين الرابع لعام 2015.
في عام 2016، ظهر اعتماد الكربون في المطارات في أول تقرير أوروبي للطيران البيئي، نشرته المفوضية الأوروبية، بعبارات إيجابية للغاية كواحدة من المبادرات المبتكرة في صناعة المطارات لمواجهة التحديات البيئية.

## الوضع الحالي للعب
اعتبارًا من عام 2017، تم اعتماد 192 مطارًا في جميع أنحاء العالم في أحد المستويات الأربعة لاعتماد الكربون في المطارات. تستقبل هذه المطارات 2.7 مليار مسافر سنويًا، أي 38.4% من حركة الركاب الجوية العالمية. 35 مطارًا خاليًا من انبعاثات الكربون-وكان آخر مطار وصل إلى هذا المستوى هو مطار هلسنكي. يوجد الآن 28 مطارًا محايدًا للكربون في أوروبا، و 5 في آسيا، وواحد في أمريكا الشمالية، وواحد في أفريقيا.

### أوروبا
في أوروبا، يوجد الآن 116 مطارًا مشاركًا في البرنامج، 51 منها في أعلى مستويين من البرنامج. كان مطار هلسنكي هو أحدث المطارات التي وصلت إلى الحياد الكربوني في المنطقة. المحركان الأخيران الآخران في البرنامج هما مطاري دوسلدورف ونابولي-حيث نجح كل منهما في الانتقال من المستوى الثاني إلى المستوى الثالث الأمثل. انتقلت مطارات ماديرا ومرسيليا وبورتو سانتو إلى المستوى 2 للحد من المخاطر بينما أصبح مطار برن السويسري أحدث وافد جديد في أوروبا، حيث دخل البرنامج في المستوى 1 رسم الخرائط.

### آسيا والمحيط الهادئ
كان مطار أنديرا غاندي الدولي في دلهي أول مطار خالٍ من الكربون في منطقة آسيا والمحيط الهادئ. يوجد الآن 38 مطارًا محايدًا للكربون مع الوافدين الجدد بما في ذلك مطار جولد كوست ومطار هوبارت الدولي (كلاهما في أستراليا) بالإضافة إلى مطار مسقط الدولي ومطار نادي الدولي (فيجي)-والتي بدأت جميعها رحلتها إلى إدارة الكربون النشط، لتصبح معتمدة في تخطيط المستوى 1. يعد مطار مومباي الدولي ومطار بنغالور الدولي من أحدث المطارات التي أصبحت خالية من الكربون في المنطقة.

### أفريقيا
شهدت الأشهر الأخيرة انضمام العديد من المطارات الجديدة، مما أدى إلى مضاعفة المشاركة تقريبًا في القارة الأفريقية. مطار كيب تاون الدولي ومطار الملك شاكا الدولي (ديربان) وبورت إليزابيث الدولية ومطار أوليفر ريجنالد تامبو (جوهانسبرج)-4 مطارات في جنوب أفريقيا دخلت بنجاح البرنامج في المستوى 1 لرسم الخرائط. وبذلك يصل العدد الإجمالي للمطارات الأفريقية في البرنامج إلى 9 مطارات.
ومن التطورات الرئيسية الأخرى الترقية الناجحة لمطار فيليكس هوفويت بوانيي الدولي (أبيدجان) إلى المستوى 3+ الكربون المحايد. هذا هو أول مطار أفريقي يصل إلى هذا الارتفاع في مخطط اعتماد الكربون في المطارات.

### شمال أمريكا
لقد مر عامان ونصف منذ إطلاق البرنامج في أمريكا الشمالية، وتم اعتماد 23 مطارًا في هذه المنطقة. تم إجراء أحدث دخول بواسطة مطار فان نويس. إجمالاً، تمثل المطارات الـ 23 المعتمدة في منطقة أمريكا الشمالية حاليًا 32.6% من حركة المسافرين الجويين في أمريكا الشمالية.

### أمريكا اللاتينية ومنطقة البحر الكاريبي
يوجد حاليًا 6 مطارات معتمدة في منطقة أمريكا اللاتينية ومنطقة البحر الكاريبي. أحدث الوافدين هم مطار غواياكيل في الإكوادور ومطار الدورادو في كولومبيا. 4 منهم في المستوى 1 رسم الخرائط، والآخران يعملان على تقليل انبعاثاتهما بشكل فعال، معتمدين في المستوى 2 للحد.

## حساب تقليل ثاني أكسيد الكربون
تم تخفيض انبعاثات المطارات بمقدار 55633 طنًا من ثاني أكسيد الكربون في السنة الأولى من البرنامج و55501 طنًا في السنة الثانية و 77782 طنًا في السنة الثالثة نتيجة لذلك. شهدت السنة الرابعة من البرنامج انخفاضًا في انبعاثات ثاني أكسيد الكربون بمقدار 110.003 أطنان-وهو ما يكفي لتشغيل 45949 أسرة لمدة عام.
إذا تمت إزالة 31.894 سيارة من الطرق لمدة عام واحد، فسيؤدي ذلك إلى تخفيض قريب من التخفيض الذي حققه المشاركون في اعتماد الكربون في المطار في العام الخامس.
من يوليو 2014 إلى يونيو 2015، سمح البرنامج بتخفيض مماثل لثاني أكسيد الكربون السنوي الذي تم عزله بمقدار 1496 فدانًا من الغابات. كان بإمكاننا تشغيل ما يقرب من ضعف عدد الأسر مقارنة بنتيجة العام 4 في العام السادس على التوالي من البرنامج. لا بد أن تتفوق السنوات التالية على هذه الأرقام، مع ارتفاع عدد المطارات المعتمدة في مستويات عالية.

## روابط خارجية
- الموقع الرسمي
- CNN World Report on Airport Carbon Accreditation